# 스티브 클라크 (음악가)
스티브 클라크(Steve Clark, 1960년 4월 23일 ~ 1991년 1월 8일)는 잉글랜드의 기타리스트로, 데프 레퍼드의 일원으로 활동했었다.